# 3358 Anikushin
3358 Anikushin (1978 RX) là một tiểu hành tinh vành đai chính được phát hiện ngày 1 tháng 9 năm 1978 bởi Chernykh, N. ở Nauchnyj.